# حقل بقيق
حَقْلُ بَقِيْقْ هو حقل نفط يقع في المنطقة الشرقية من المملكة العربية السعودية. تم اكتشافه في عام 1940، من قبل شركة أرامكو السعودية، وبدأ إنتاج النفط منه في عام 1940. يضم حقل بقيق أكبر مرافق معالجة الزيت في السعودية، إضافة لأكبر معمل لتركيز الزيت في العالم. كما تزيد طاقة الحقل الإنتاجية على 7 ملايين برميل من الزيت يوميًًا. ويتم في معامل بقيق معالجة 70% إنتاج أرامكو، والذي يمثل 6% من إجمالي الاستهلاك اليومي العالمي للطاقة النفطية. كما يقدر إجمالي الاحتياطيات المؤكدة في حقل نفط بقيق بحوالي 22.5 مليار برميل (3020 × 10 6 طن)، ويتركز الإنتاج على 400,000 برميل يوميًا (64,000 م3/يوميا).
في عام 2006 تعرضت معامل بقيق لمحاولة استهداف عبر سيارتين مفخختين، انفجرت إحداهما مما أدى للإضرار بأحد غلايات المصافي، وأحبطت قوات الأمن السعودية تفجير الأخرى. تكررت مهاجمة الحقل في 14 سبتمبر عام 2019 عبر طائرات بدون طيار (درون) استهدفت معامل بقيق، مما أدى إلى نشوب حريق في الحقل. لم يسفر الحريق عن إصابات، وأعلن الحوثيون مسؤوليتهم عن الحادثة، وبحسب تقارير استخباراتية قال مسؤولون أمريكيون أن إيران تقف وراء الهجوم، وأدت الأضرار إلى ارتفاع حاد في أسعار النفط وخفض الإمدادات عالميًا بنسبة 5%.

## التاريخ
اكتشف الزيت بكميات تجارية في حقل بقيق في نوفمبر 1940م. أغلق الحقل فيما بعد، بسبب ركود في الأعمال أثناء الحرب العالمية الثانية. ثم استؤنف الحفر في عام 1944م ووصل نشاط الأعمال إلى حد دعا في عام 1948م، إلى إقامة مرافق سكنية وصناعية في بقيق، لمساندة برنامج الحفر الكبير. وحتى عام 1950 كان حقل بقيق أحد ثلاثة حقول تضم جميع إنتاج شركة أرامكو. عام 1981 تمت توسعة معامل بقيق لتصبح المركز الرئيس في أرامكو لمعالجة الزيت الخام العربي الخفيف والخفيف جدا.

## أهمية الحقل
يتمتع حقل بقيق بأهمية دولية، فانتاجه يشكل 6% من إجمالي الاستهلاك العالمي اليومي للطاقة النفطية، إضافة لكونه يربط السعودية بـمملكة البحرين من خلال خط أنابيب النفط الخام الذي أنشئ في عام 1945، ثم تم تجديده ليصل طوله إلى 110 كم، وتبلغ سعته 350 ألف برميل يوميا. وهو يشمل 3 أجزاء:
- جزء بحري

يربط الجزء البحري من الخط والواقع تحت الماء بين معامل بقيق ومصفاة باكو البحرينية، ويبلغ طوله 42 كم.
- جزء بري سعودي

يبلغ طوله 42 كم.
- جزء بري بحريني

يبلغ طوله 28 كم.

## مرافق الحقل
يحتوي حقل بقيق على معمل لمعالجة الزيت الخام، ومعمل لمعالجة الغاز الطبيعي. ومعامل توليد الطاقة الكهربائية، وإنتاج البخار وتحلية المياه. ومعامل ضخ الزيت وتنقية وضغط الهواء.

## الإنتاج
ينتج حقل بقيق 7 ملايين برميل يوميا من الزيت الخام يوميًا. وقرابة 210 ملايين قدم مكعبة من الغاز يوميا، ويتم إنتاج 200 ألف برميل من سوائل الغاز الطبيعي. وتستقبل معامل حقل بقيق 3 فئات من الزيت الخام العربي الخفيف جدا ومصدره حقلي بقيق والشيبة، والعربي الخفيف من حقلي الغوار والحرملية. وفئة ثالثة من مكثفات الغاز القادمة من معامل الغاز بمنطقة الأعمال الواقعة إلى الجنوب من مركز الشركة. ويتم تصديره ونقله إلى فرض التصدير تمهيدًا لشحنه للأسواق العالمية، أو نقله للجبيل وينبع ومعامل التركيز في رأس تنورة والرياض ورابغ، وينبع وجدة حيث يستعمل كلقيم للمصافي هناك. أما إنتاج الحقل من الغاز فيتم إرساله إلى معملي الغاز في شدغم والبري حيث تتم عمليات المعالجة والاستخلاص. ويتم إرسال سوائل الغاز الطبيعي إلى معامل التكرير في رأس تنورة والجعيمة.

## الهجوم على الحقل
في 14 سبتمبر 2019 تعرض حقل بقيق النفطي إلى استهداف بطائرات دون طيار، خلفت الهجمات حريقا بالحقل إلى جانب حقل خريص، مما أدى إلى خفض السعودية انتاجها النفطي إلى النصف، وصعود أسعار النفط إلى أعلى معدلاتها منذ أربعة أشهر، حيث ارتفع سعر خام برنت بنسبة 19% مسجلاً 71.95 دولار للبرميل، وارتفع خام غرب تكساس الوسيط بنسبة 15% مسجلاً 63.34 دولار للبرميل. وقد أعلنت جماعة الحوثي باليمن مسؤوليتها عن الحادث، إلا أن التحقيقات السعودية لاتزال جارية، فيما أعلن مسؤولون أمريكيون استنادًا على تقارير استخباراتية وصور بالأقمار الصناعية، أن إيران هي المسؤولة عن ما حدث، وقد نفت الحكومة الإيرانية ذلك. أدانت أطراف دولية عدة الهجمات على المنشآت النفطية السعودية، من بينها الأمم المتحدة ودول خليجية وعربية.

### المؤتمر الصحفي لوزارة الدفاع السعودية
في 18 سبتمبر أعلنت وزارة الدفاع السعودية عبر مؤتمر صحفي عقدته على ضوء الأحداث، أن مصدر الهجمات كان من الشمال وبدعم من إيران، كما وأضاف المتحدث الرسمي باسم وزارة الدفاع تركي المالكي «أن المملكة تؤكد قدرتها على الدفاع عن أراضيها»، ونوه على أن «هجوم أرامكو لم يستهدف السعودية فقط، بل أيضًا المجتمع الدولي وأمن الطاقة»، وأفادت المعلومات التي عرضتها السعودية في المؤتمر الصحفي، والتي تشمل صورًا وتسجيلات مرئية وبقايا الصواريخ، أن حقلي بقيق وخريص تعرضا للهجوم عبر 25 طائرة مسيرة (درونز) طراز (دلتا ونج) إيرانية الصنع، وصاروخ (كروز) طراز (ياعلي)، إضافة إلى 3 صواريخ لم تصب أهدافًا في المنشآت.